# Quassia amara
Quassia amara là một loài thực vật có hoa trong họ Thanh thất. Loài này được L. miêu tả khoa học đầu tiên năm 1762.

## Hình ảnh

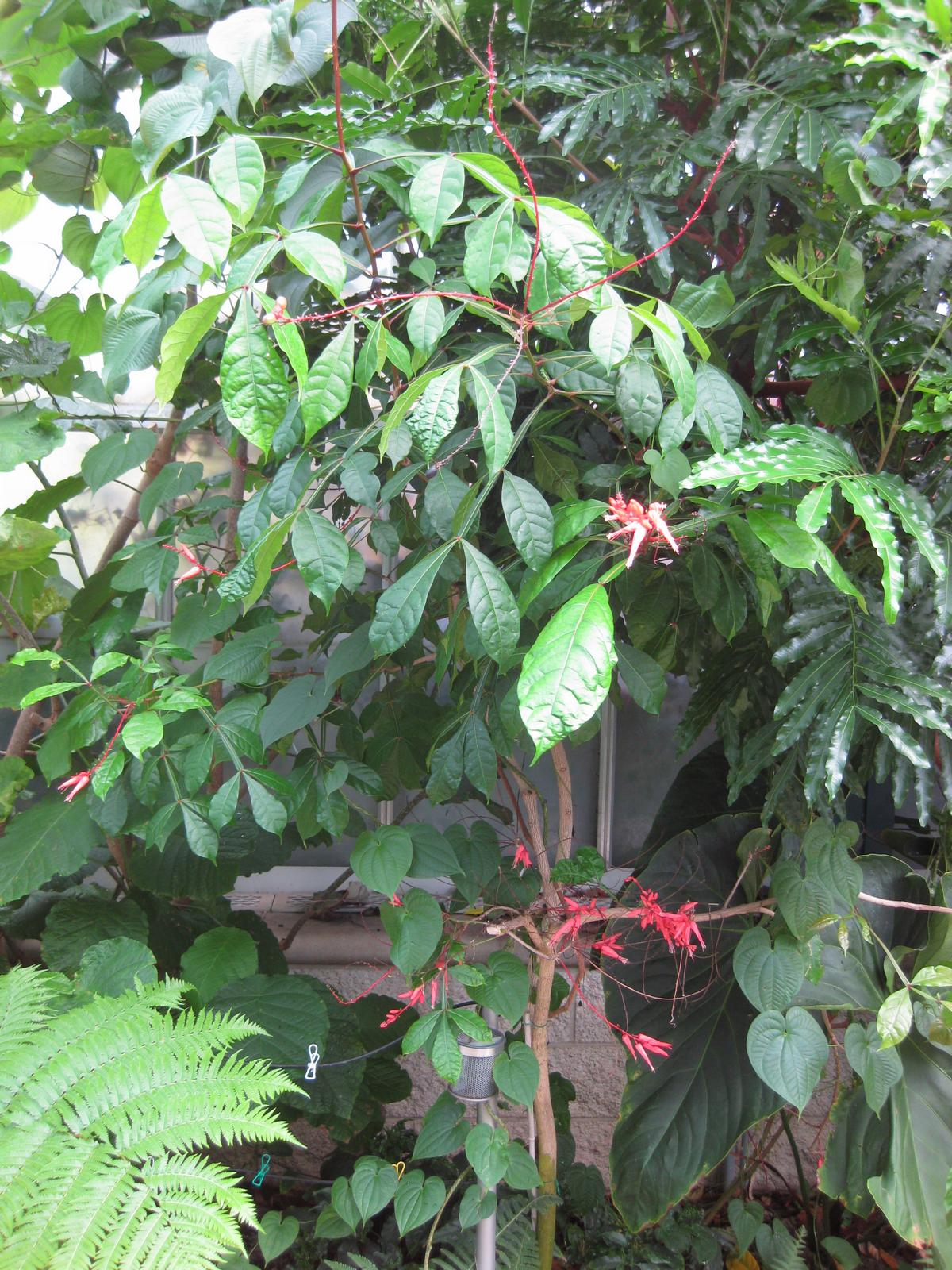
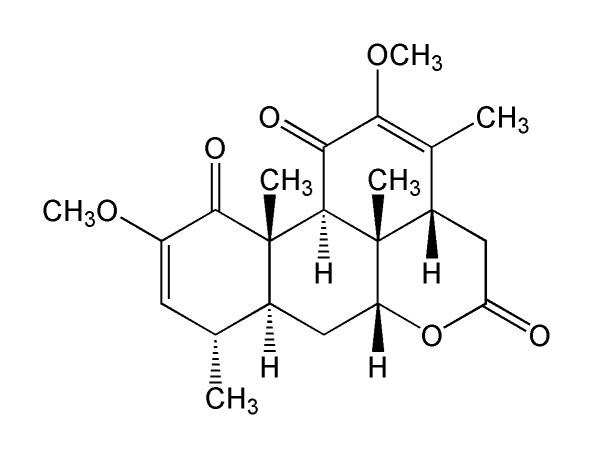
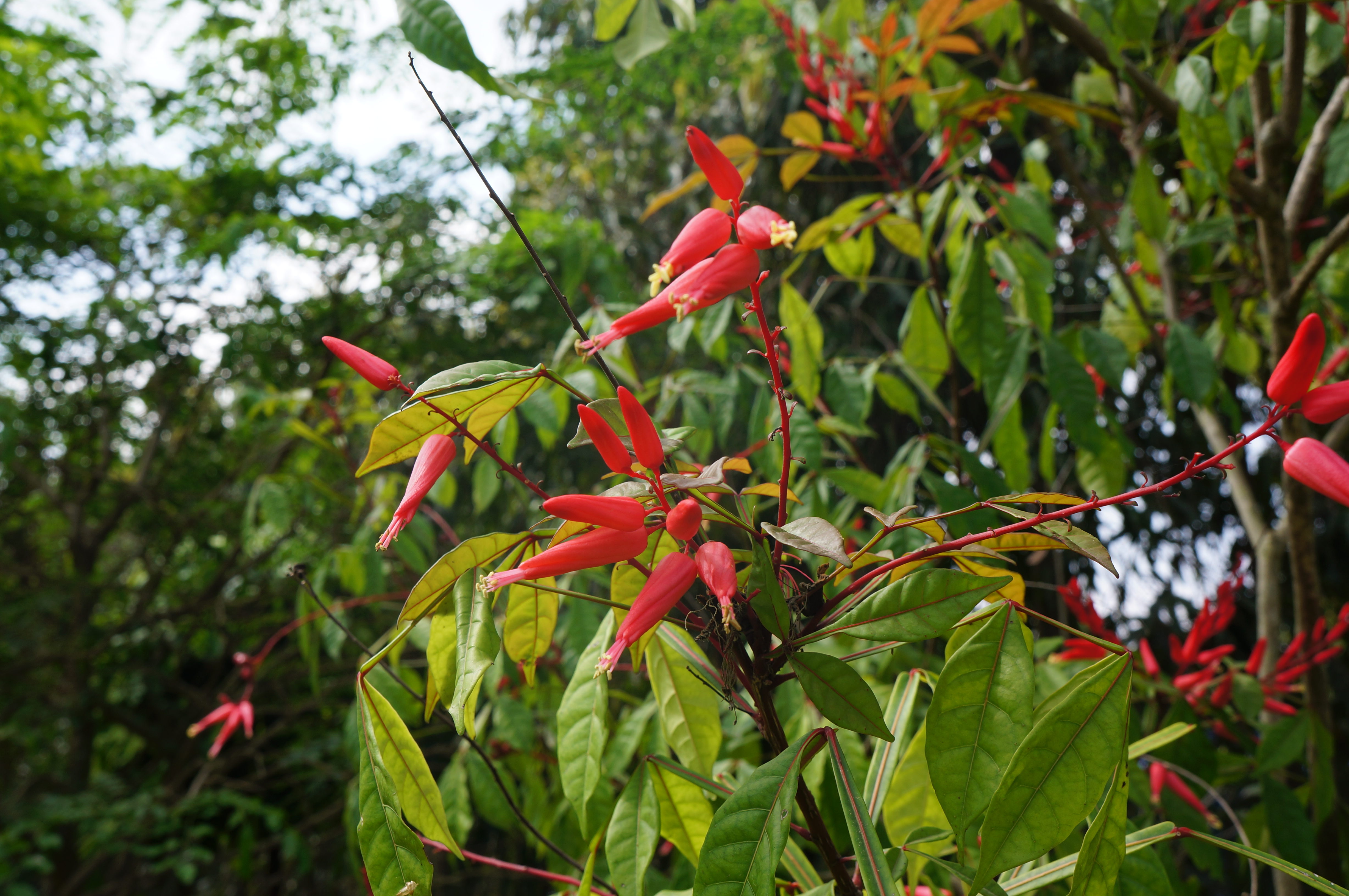
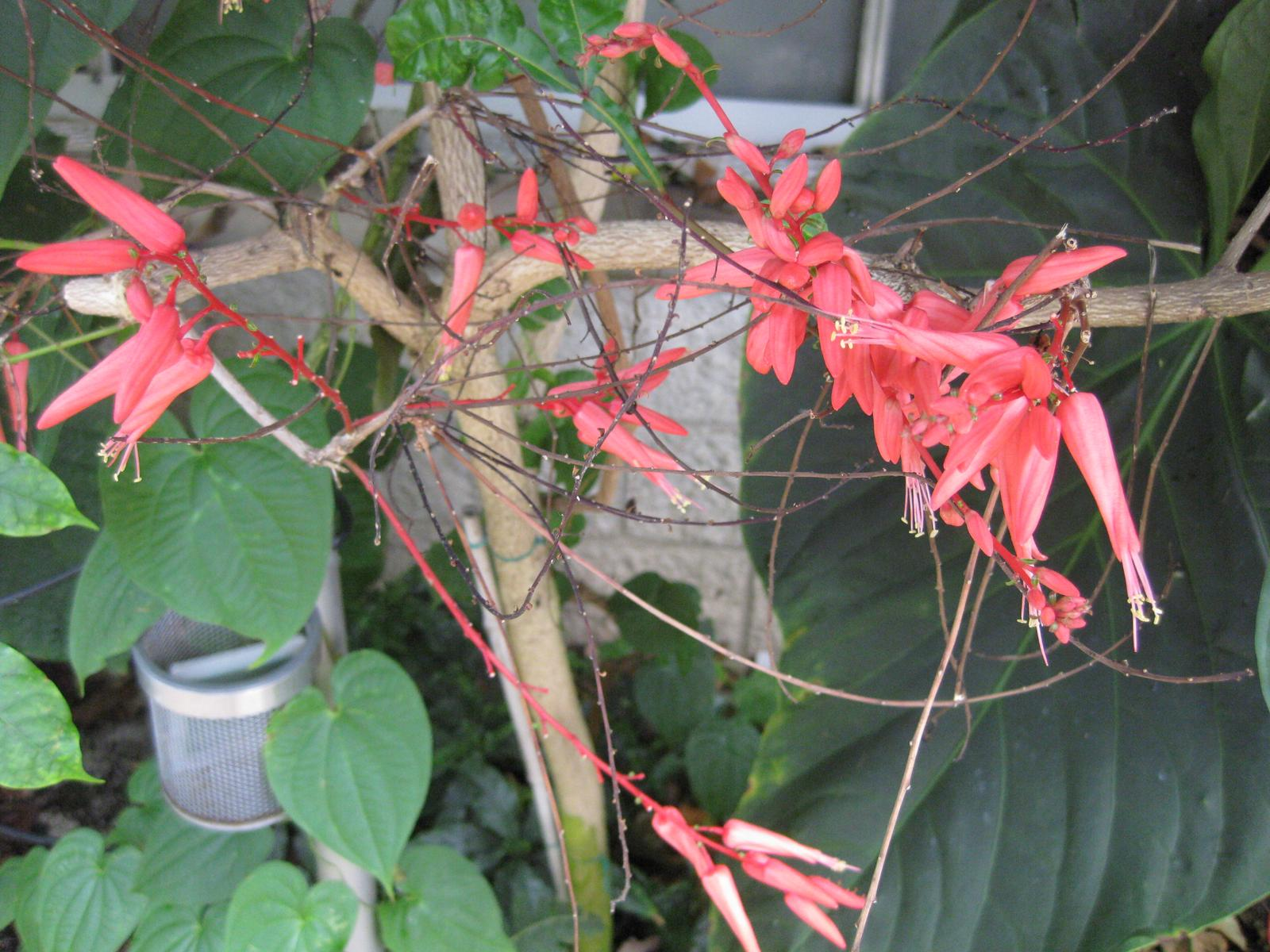